# Michael Wilding (Schriftsteller)

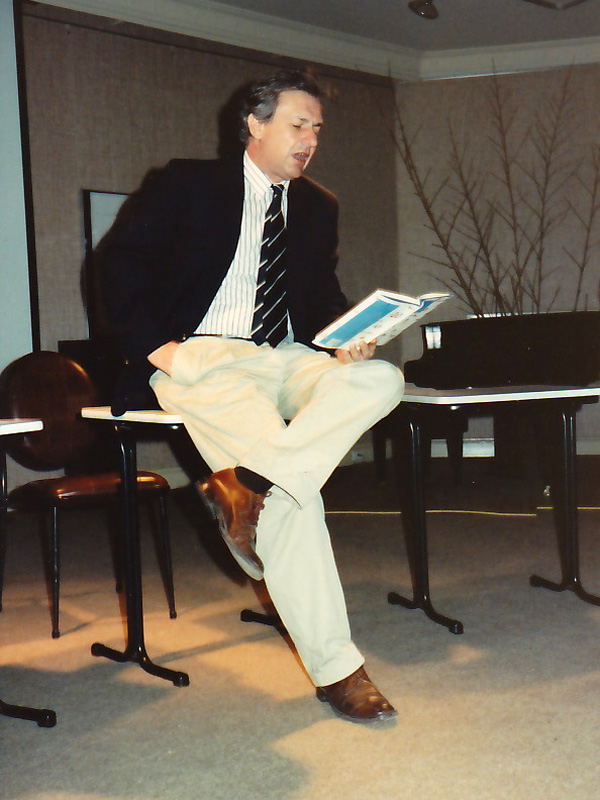
Gangan-Verlag-Buchpräsentation im Goethe-Institut in Sydney (1991)

Michael Wilding (* 5. Januar 1942 in Worcester, England) ist ein australischer Schriftsteller.
Wilding studierte in Oxford und war von 1969 bis zu seiner Emeritierung Dozent für Literatur an der Universität Sydney.
Neben Romanen und Kurzgeschichten veröffentlichte Wilding auch literaturwissenschaftliche Studien, so die Literaturkritik Political fictions (1980), und gab gemeinsam mit Rudi Krausmann eine Sammlung australischer Kurzgeschichten Air Mail from Down Under (1990) in deutscher Übersetzung heraus.

## Werke (Auswahl)
- Living together (1974)
- The short story embassy (1975)
- Pacific Highway (1982)
- The Paraguayan experiment (1984)